# River Warrah
River Warrah är ett vattendrag i territoriet Falklandsöarna (Storbritannien). Det ligger i den nordvästra delen av landet på Västra Falkland. Floden mynnar i Whale Bay.